# TruForm
TruForm (někdy též N-Patch, mn. č. N-Patches) je technologie hardwarové teselace (tessellation) prováděné grafickým procesorem, kterou uvedla společnost ATI. Slouží pro zaoblení povrchů (částí) 3D objektů zvýšením počtu trojúhelníků, jimiž jsou tvořeny. Zahrnuta do DirectX 8 i OpenGL 1.3 coby typ povrchů vyšších řádů (vedle parametrických povrchů, tzv. RT-Patches), je podporována některými grafickými akcelerátory Radeon.

## Popis
Před přijetím bump mapping metod zpracovávaných pixel (fragment) shadery, jako je normálové nebo paralaxní mapování simulující větší detailnost (komplexnost) povrchu, byly zaoblené plochy v 3D hrách tvořeny velkým množstvím trojúhelníků.
TruForm se mezi vývojáři nikdy nedočkal adekvátního přijetí navzdory mírnějšímu propadu framerate než v případě RT-Patches, implementovaných konkurenční nVidií v čipech NV20. Také odpadla nutnost udržování dvou verzí 3D modelů (druhé pro GPU bez podpory RT-Patches). Ovšem modely těles musely být vytvářeny tak, aby bylo možné jejich korektní truformování (N-Patching); jinak docházelo k vizuálním chybám jako nafouknuté zbraně či lékárničky atd. v důsledku ledabylé podpory technologie ze strany vývojářů her.
Při zapnutí této technologie v programu (PC hře) bez hardwarové podpory (teselátoru) může dojít ke snížení FPS. Teselaci pak realizuje CPU.
Položka nastavení TruForm byla odstraněna z ovladačů ATI Catalyst verze 5.9 a novějších.

## Historie
TruForm 1.0 je omezený na celočíselnou (integer) úroveň teselace. Hardwarově (via teselátor) jej podporují adaptéry Radeon 8500, 9100 (R200) a také – jen v DirectX – profesionální karty Matrox Parhelia. Softwarově, pomocí ovladače (device driver), je podporován původním Radeonem 7500 a odlehčenými Radeony 9000/92x0 (jádra RV250/RV280).
Verze 2.0 rozšířila možnosti teselace na obor reálnách čísel (float). Dále přinesla adaptivní teselaci, která zohledňuje vzdálenost objektu. Její podpora se týká karet s jádrem R300 (modely Radeon 9500 a vyšší).
U generace R420 (Radeony X7x0 a X8x0) nebyla podpora zmiňována vůbec, ovšem počínaje předchozí generací R300 disponují karty funkci Render to Vertex Buffer použitelnou pro teselaci. Ta je pak prováděna vertex shadery bez účasti teselátoru.

## Počítačové hry s podporou TruForm
- Bugdom
- Command & Conquer: Renegade
- Counter-Strike (ati_subdiv „2.0“, ati_npatch „1.0“)
- Deadly Toonz
- Earth and Beyond
- Half-Life
- Half Life: Counter Strike
- Madden 2003
- Madden NFL 2004
- Myth 3
- Neverwinter Nights (nutno upravit soubor „.ini“ a položku Enable Truform=1)
- New World Order
- Quake (TruQuake patch)
- Quake 2 (TruQuake 2 patch)
- Rainbow Six: Raven Shield (implicitně zapnuto)
- Return to Castle Wolfenstein
- Serious Sam
- Serious Sam: 2nd Encounter
- Soldier of Fortune
- Soldier of Fortune II: Double Helix
- Soul Reaver 2
- Star Wars Galaxies Online
- Star Wars Jedi Knight II: Jedi Outcast
- Stokerider
- Stronghold 2 (položka N-Patch v nastavení grafiky (Graphics Settings))
- Team Fortress Classic
- The Elder Scrolls III: Morrowind (neoficiálně s použitím FPS Optimizeru)
- Tom Clancy's Rainbow Six
- Unreal Tournament (TruUT patch)
- Unreal Tournament 2003 a 2004 (nutno upravit soubor „.ini“ a položku UseNPatches=True)
- Wolfenstein: Enemy Territory